# Regionální linka
Regionální linka je neoficiální název pro linku zajišťující místní dopravní obslužnost. Obvykle se tak označují zejména linky veřejné dopravy určené k dopravní obsluze oblastí ležících mimo města s vlastní městskou hromadnou dopravou, rovněž může být tento termín použit jako souhrnné označení městských, příměstských i mimoměstských linek místního významu. 

## Regionální linky v Česku
Od první poloviny 90. let 20. století v některých krajích České republiky převažuje snaha začleňovat regionální linky všech typů do společných integrovaných dopravních systémů, jejichž základem se v České republice zpravidla staly stávající systémy městské hromadné dopravy, doplněné o zaintegrované příměstské linky a případně také některé úseky železničních tratí. V souvislosti se začleněním oblastí vzdálenějších od velkých měst také začaly převažovat zónové tarify oproti dosavadním pásmovým tarifům, jejichž pásma jsou tvořena soustřednými prstenci kolem měst (například Pražská integrovaná doprava). 
Na území Československa včetně České republiky byly regionální linky provozovány výhradně podniky ČSAD a do počátku účinnosti zákona č. 111/1994 Sb. označovány pětimístnými čísly, v nichž první číslice odpovídala kraji (obdobně byly číslovány podniky a závody ČSAD). Kolem přelomu let 1994 a 1995 bylo krátkodobě používáno pro linky nových soukromých dopravců označení tvořené písmenem P a čtyřmi číslicemi. Po tomto krátkém období byl zaveden jednotný systém číslování všech druhů linek silniční dopravy šestimístnými čísly, z nichž s výjimkou Prahy první dvě odpovídají okresu, z nějž linka vychází. 
Čísla linek jiné než městské dopravy se obvykle na vozidlech a zastávkových sloupcích mimo jízdní řád nevyznačovala. S rozvojem integrovaných dopravních systémů však v některých místech začaly být příměstské a mimoměstské regionální linky na vozidlech a zastávkách podobně jako v městské dopravě zkráceným označením, zpravidla dvojmístnými nebo trojmístnými čísly nebo kombinací písmene a číslic. Linky Středočeské integrované dopravy mají podle licenčních rozhodnutí zpravidla stanoveno zkrácené označení ve formě písmene a dvou číslic, někteří dopravci však používají samotné dvě číslice bez písmene, čímž dochází ke kolizi s číslováním linek PID.Ještě dodnes u nás provozují meziměstskou regionální dopravu ČSAD(ve Vsetíně,Havířově,Frýdku-Místku,Ústí nad Orlicí).Na Opavsku provozuje regionální dopravu dopravce Veolia Transport Morava a.s. a TQM-holding.Linky jsou většinou označeny třemi číslicemi.